# Onze-Lieve-Vrouw-Hemelvaartkerk (Nukerke)

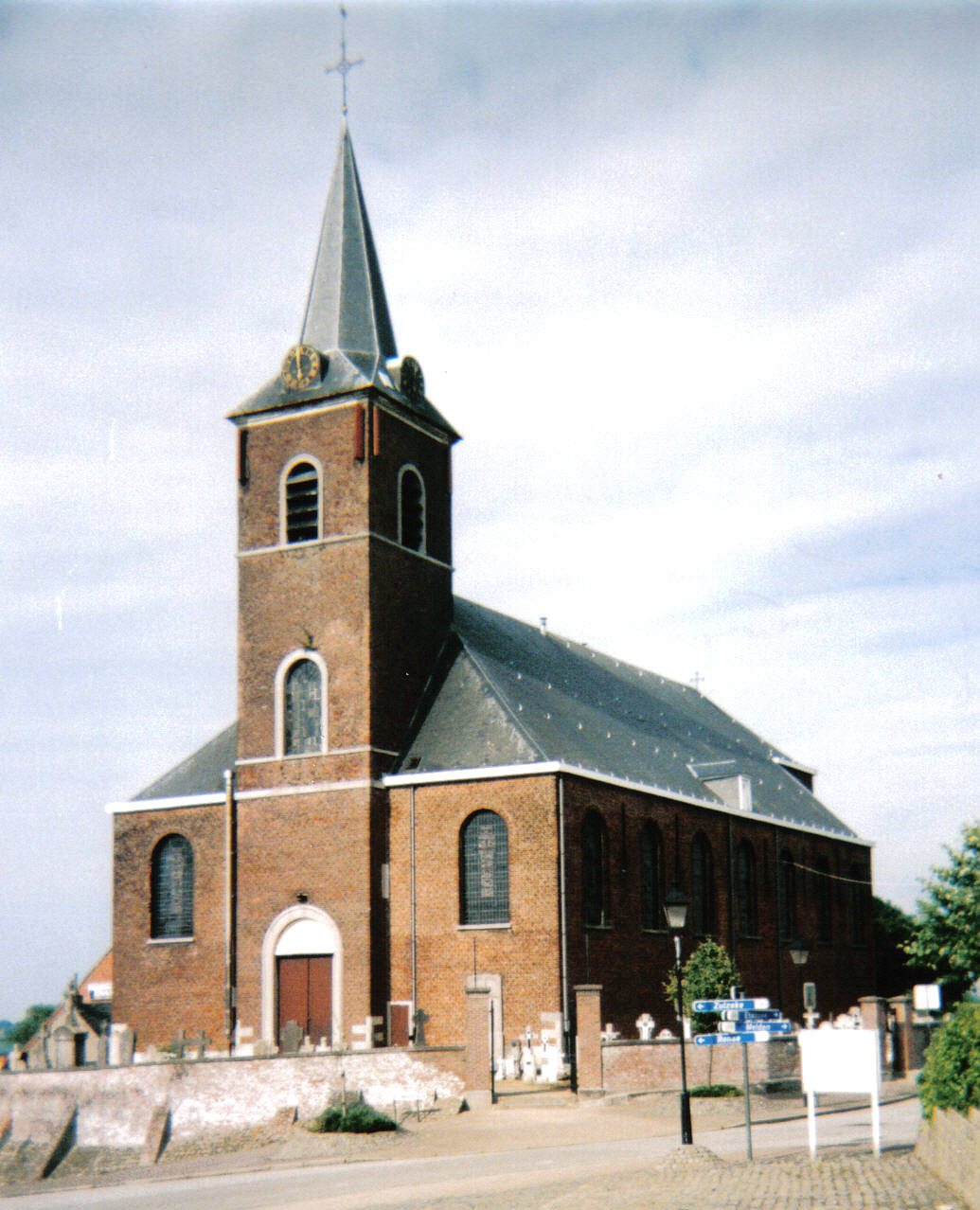
Onze-Lieve-Vrouw-Hemelvaartkerk

De Onze-Lieve-Vrouw-Hemelvaartkerk is de parochiekerk van de tot de Oost-Vlaamse gemeente Maarkedal behorende plaats Nukerke, gelegen aan het Nukerkeplein.

## Geschiedenis
Van een kerk werd in 1116 al melding gemaakt. Wanneer de parochie van die van Melden is afgescheiden is onbekend.
In 1775-1777 werd de toen aanwezige kerk grotendeels verbouwd, met name de oostelijke helft. In 1841 werd de toren gesloopt. In 1843-1844 werd, naar ontwerp van Louis Roelandt, de kerk verbreed en een nieuwe toren gebouwd.

## Gebouw
Het betreft een driebeukige bakstenen kerk met ingebouwde westtoren. en gebouwd in classicistische en neoclassicistische trant. Het koor is vlak afgesloten.

## Interieur
De kerk heeft één 17e-eeuws en drie 18e-eeuwse schilderijen. Het hoofd- en de zijaltaren zijn portiekaltaren van omstreeks 1777. De 18e-eeuwse biechtstoelen zijn in rococostijl. Ook het doopvont is 18e-eeuws. De meeste overige kerkmeubelen zijn van de 19e of begin 20e eeuw.

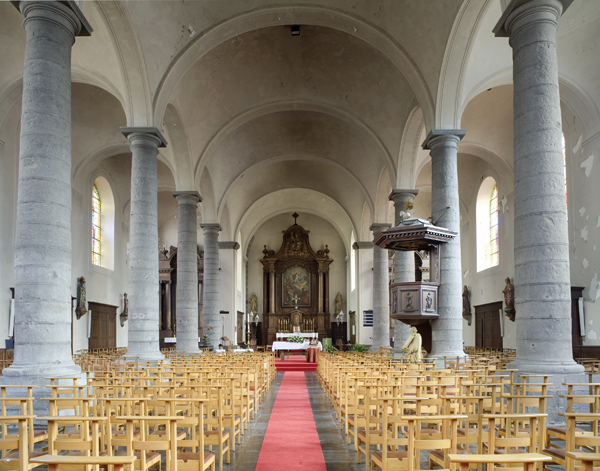
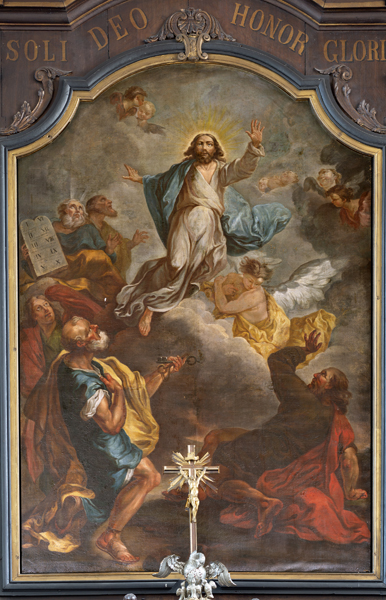
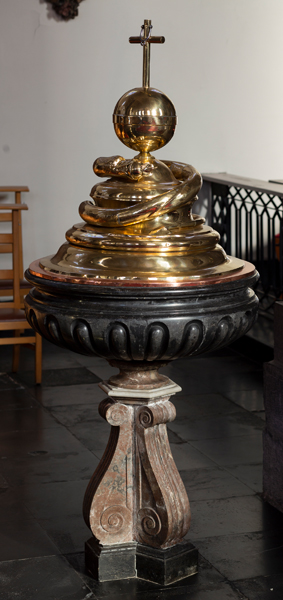
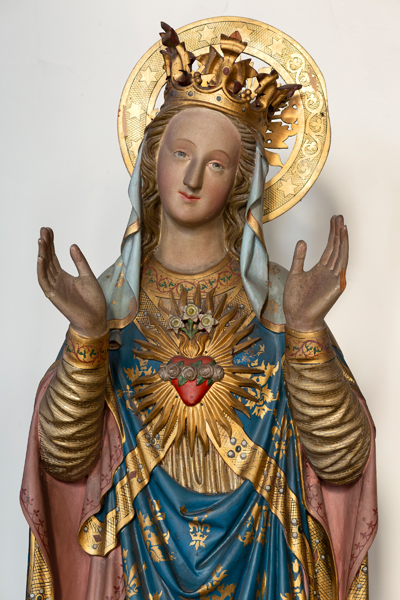
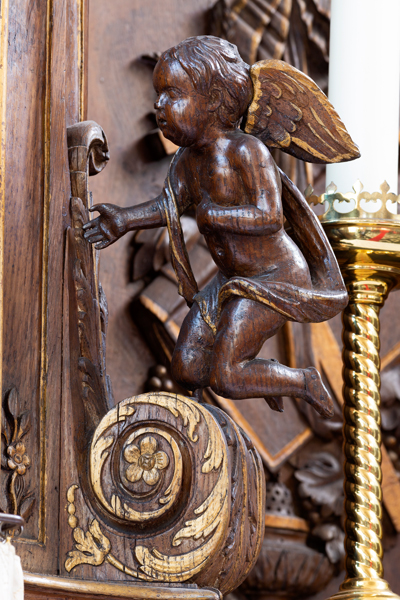